# Naina Devi
Naina Devi is een nagar panchayat (plaats) in het district Bilaspur van de Indiase staat Himachal Pradesh. 

## Demografie
Volgens de Indiase volkstelling van 2001 wonen er 1.161 mensen in Naina Devi, waarvan 63% mannelijk en 37% vrouwelijk is. De plaats heeft een alfabetiseringsgraad van 81%. 